# Cattedrale di Santo Stefano (Concordia Sagittaria)
La cattedrale di Santo Stefano Protomartire è la chiesa principale di Concordia Sagittaria, nella città metropolitana di Venezia, cattedrale della diocesi di Concordia-Pordenone e monumento nazionale italiano.

## Storia
L'attuale cattedrale non è che l'ultima di una serie di cattedrali che sono state edificate nel tempo a Concordia Sagittaria.

### Trichora martyrum
In seguito all'editto di Costantino la comunità cristiana presente nella città di Julia Concordia si organizzò per la costruzione di un primo luogo di culto. La trichora martyrum è un edificio triabsidato, risalente al IV secolo, che venne successivamente allungato con un’aula a tre navate ed un atrio lastricato. Al centro della trichora c'è un loculo cruciforme, nel quale venivano poste le ossa dei martiri.

### Basilica apostolorum
Venne poi costruita la basilica apostolorum, una basilica a tre navate con il pavimento mosaicato. La chiesa venne consacrata nel 389 da san Cromazio, vescovo di Aquileia, che contestualmente ordinò il primo vescovo, istituendo di fatto la diocesi di Concordia. L'edificio, dedicato ai Santi Apostoli, cadde in disuso in seguito all'alluvione del 589.

### Cattedrale alto medievale
La cattedrale alto medievale venne edificata tra il VII e VIII secolo e intitolata non più agli Apostoli, ma al primo martire Santo Stefano. Fu distrutta durante le invasioni ungare tra il IX e X secolo.

### L'attuale cattedrale
La costruzione del nucleo più antico dell'attuale cattedrale, composto da una sola navata, è iniziata nel X secolo durante l'episcopato del vescovo Alberico e si è conclusa con il suo successore Benzone. 
Soltanto nel 1466 l'edificio assunse strutturalmente l'aspetto attuale di chiesa a tre navate, grazie ad un ampliamento voluto dal vescovo Antonio Feletto.
All'inizio del Novecento, durante l'episcopato di Francesco Isola, fu prolungato il corpo centrale; l'attuale facciata è copia fedele di quella precedente. Inoltre fu aggiunta al termine della navata sinistra la cappella dei martiri, con la cripta dove si conservano le loro reliquie. I segni di questo ampliamento sono visibili dall'interno per via del diverso materiale con cui sono state erette le aggiuntive colonne e per un solco volutamente lasciato sul muro che stava ad indicare il punto in cui si interrompeva la navata.
Con regio decreto del 21 novembre 1940, numero 1746, successivamente inserito nella Gazzetta Ufficiale il 3 gennaio 1941, la cattedrale è stata inserita nella lista dei monumenti nazionali italiani.
L'ultimo adeguamento liturgico della cattedrale è stato realizzato in occasione del giubileo del 2000: venne creato un nuovo fonte battesimale e sono stati sostituiti l'altare e l'ambone che erano stati posizionati in seguito al Concilio Vaticano II.
Nell'ultimo secolo, due parroci della cattedrale sono diventati vescovi: Celso Costantini, poi cardinale, e Livio Corazza.
L'anniversario della dedicazione della cattedrale si celebra il 4 agosto.

## Descrizione

### Esterno
L'esterno della chiesa presenta un paramento murario con mattoni a vista. Al centro della facciata, a salienti, si apre il portale, sormontato dal rosone circolare; in corrispondenza di ciascuna delle due navate laterali vi è una monofora a tutto sesto.

#### Campanile

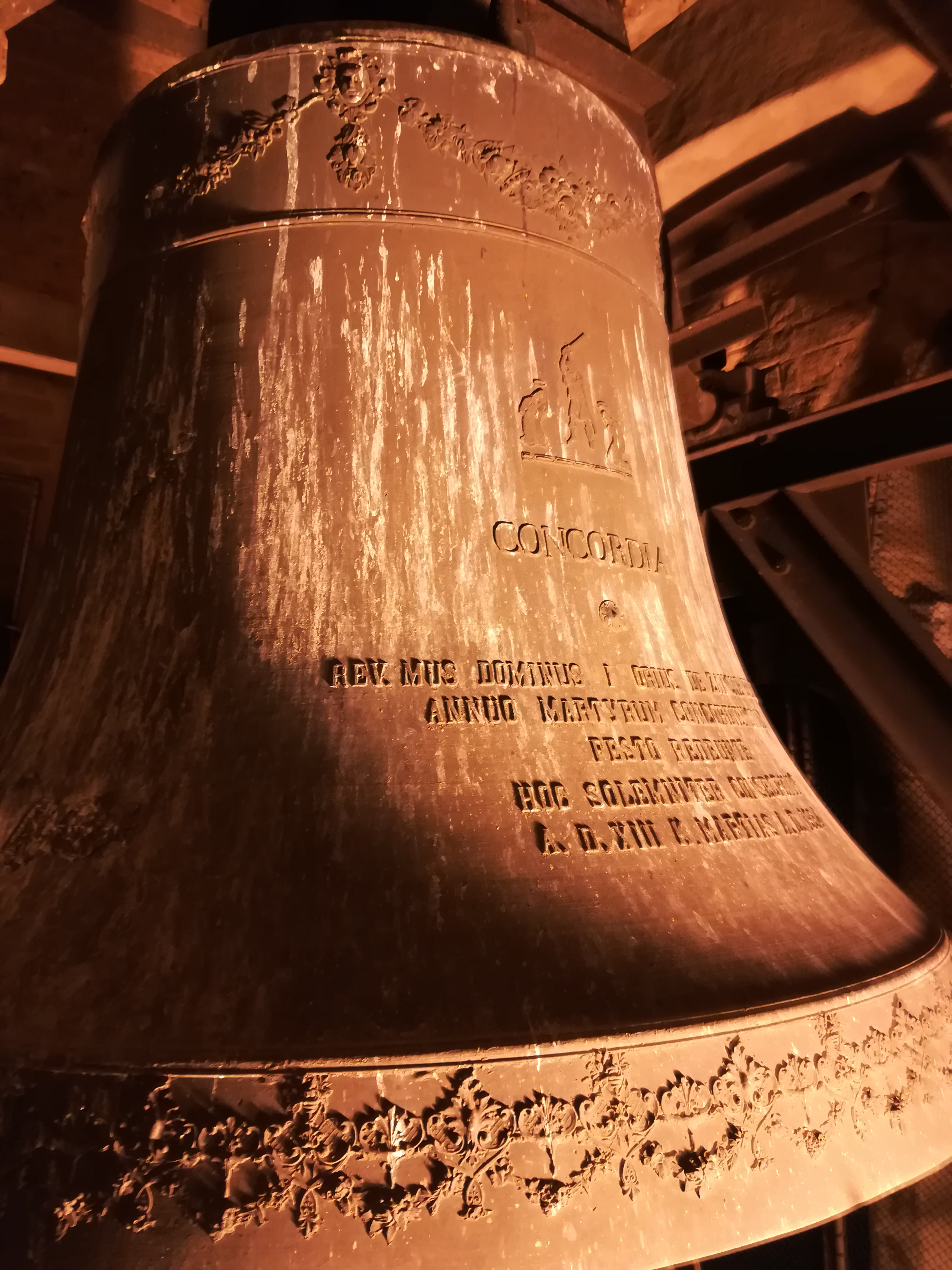
La campana maggiore

Lungo il lato destro della chiesa si erge il campanile del XII secolo, alto 28 metri, con due ordini di bifore su ciascuna facciata. Dopo il crollo del campanile di San Marco nel 1905 venne sospeso in via precauzionale il suono delle campane e il campanile subì un restauro dal valore di 17.000 lire stanziate dal comune. Le tre campane principali sono "fisse" vennero fuse nel 1954 (le campane precedenti furono rubate dagli austriaci a seguito della rotta di Caporetto) e sono dedicate all'Immacolata, a Santo Stefano e ai martiri concordiesi; la più grande porta il nome "Concordia".

#### Palazzo vescovile
L'attuale canonica, posta sul retro della Cattedrale, venne costruita intorno al 1450 in stile gotico veneziano dal vescovo Battista Legname. Nel corso dei secoli subì rifacimenti e trasformazioni. Si possono ancora ammirare, al primo piano, eleganti monofore trilobate.

#### Battistero

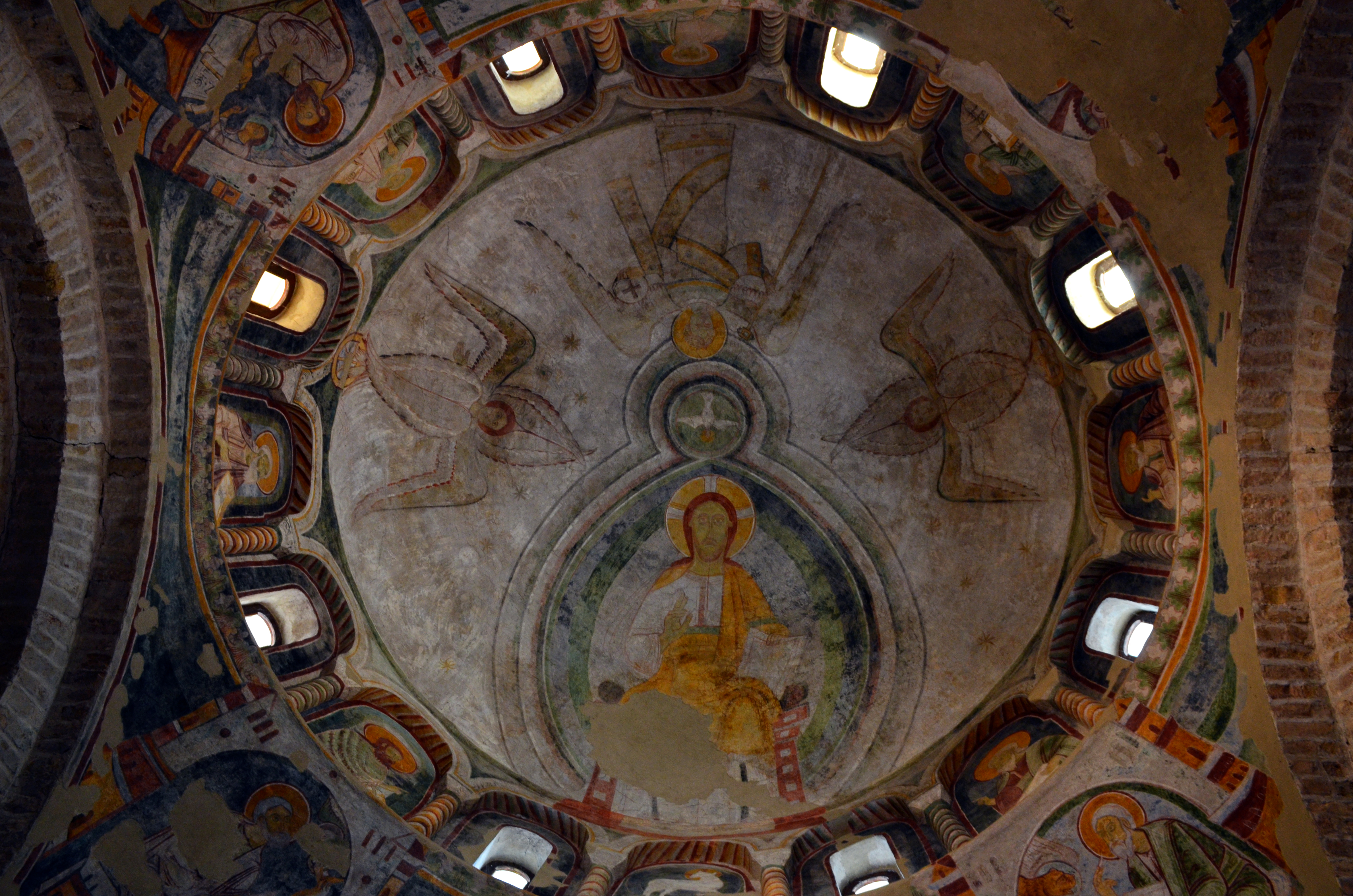
Cupola del battistero con il Cristo Pantocratore benedicente

La realizzazione del battistero fu voluta da Regimpoto, vescovo di Concordia, e fu eseguita tra il 1089 ed il 1105. Restaurato nel 1890. L'edificio ha pianta a croce greca con tre absidi su tre lati e l'atrio di ingresso sul quarto. È di stile bizantino. Sopra il quadrato centrale è presente un tamburo circolare con monofore. All'interno vi sono numerosi affreschi risalenti all'inizio del XII secolo.

### Interno
L'interno della cattedrale è a pianta a croce latina con tre navate separate da due file di archi a tutto sesto poggianti su pilastri quadrangolari con semicolonne.
Nei pressi del portale maggiore vi è una acquasantiera in marmo greco ricavata da una fontana del I secolo con scolpite teste leonine e animali marini. Sopra la porta di uscita principale c'è un affresco raffigurante la Crocifissione, opera attribuita a Pellegrino da San Daniele. Sulla parete sinistra ci sono degli affreschi dei secoli XIII-XIV raffiguranti una processione in onore di Santo Stefano e due tele con San Lorenzo, Sant'Orsola e Santa Caterina d'Alessandria (1729) e Sant'Antonio da Padova (1864). 
Sulla navata destra, sopra un altare del seicento, dentro una nicchia, è conservata una statua in legno raffigurante la Madonna della Salute scolpita da Vincenzo Cadorin nel 1904. 

#### Presbiterio

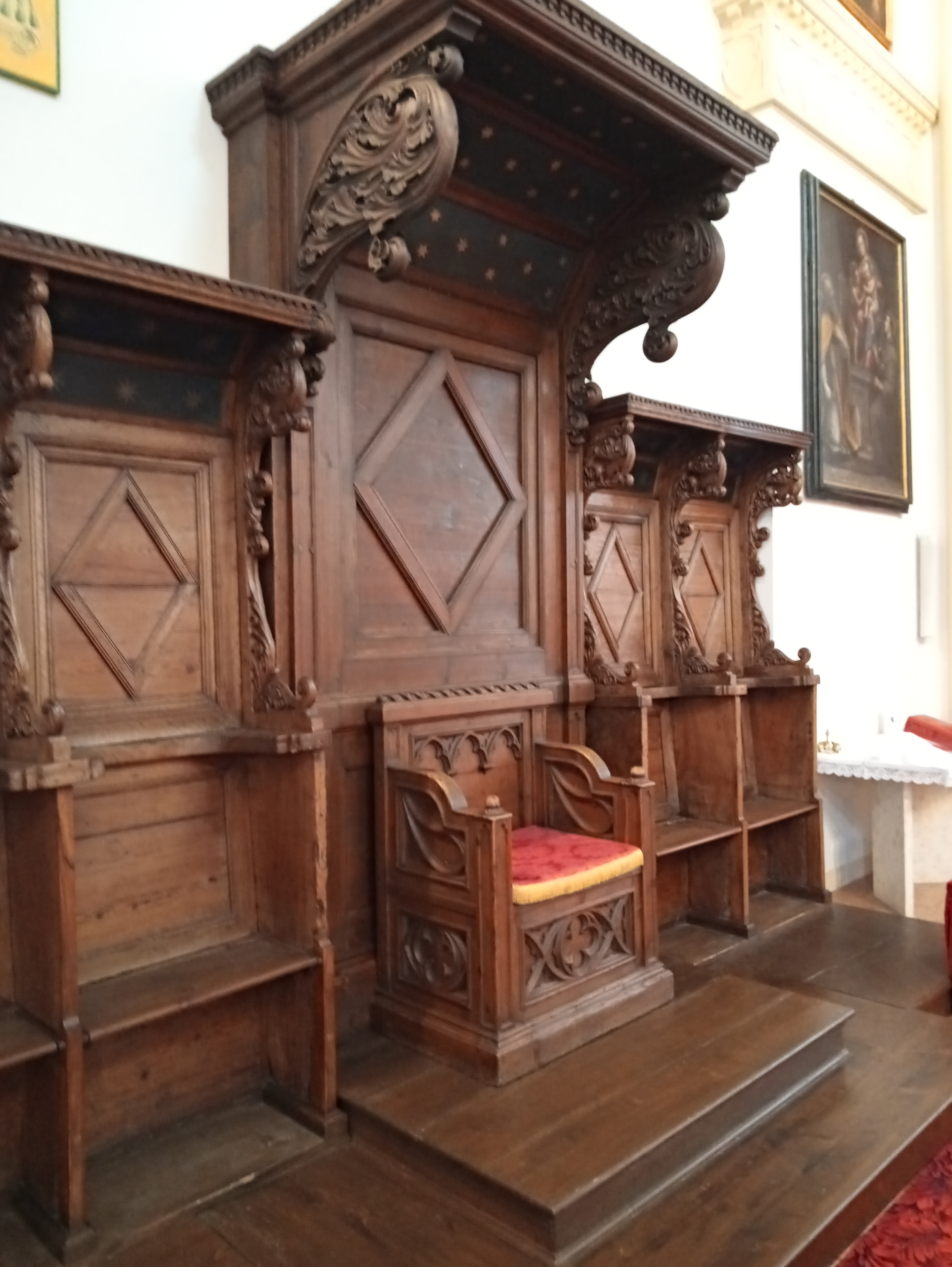
La cattedra vescovile

Le decorazioni dell'ambone che raffigurano in bassorilievo i quattro evangelisti e l'Agnello appartenevano alla seconda basilica. Sulla sinistra la cattedra vescovile con stalli lignei. Sul lato lungo dell'altare, rivolti verso l'assemblea, ci sono i resti di un pluteo dell'VIII secolo. 
Alcune opere d'arte collocate nel presbiterio: 
- San Giovanni Evangelista (donazione di Pietro Nonis)
- San Matteo (donazione di Pietro Nonis)
- San Marco (donazione di Pietro Nonis)
- San Luca (donazione di Pietro Nonis)
- Vergine con il Bambino, San Giovannino, San Biagio e Sant'Antonio da Padova (opera di Alessandro Maganza)
- Il martirio di Santo Stefano (1744)

##### Abside

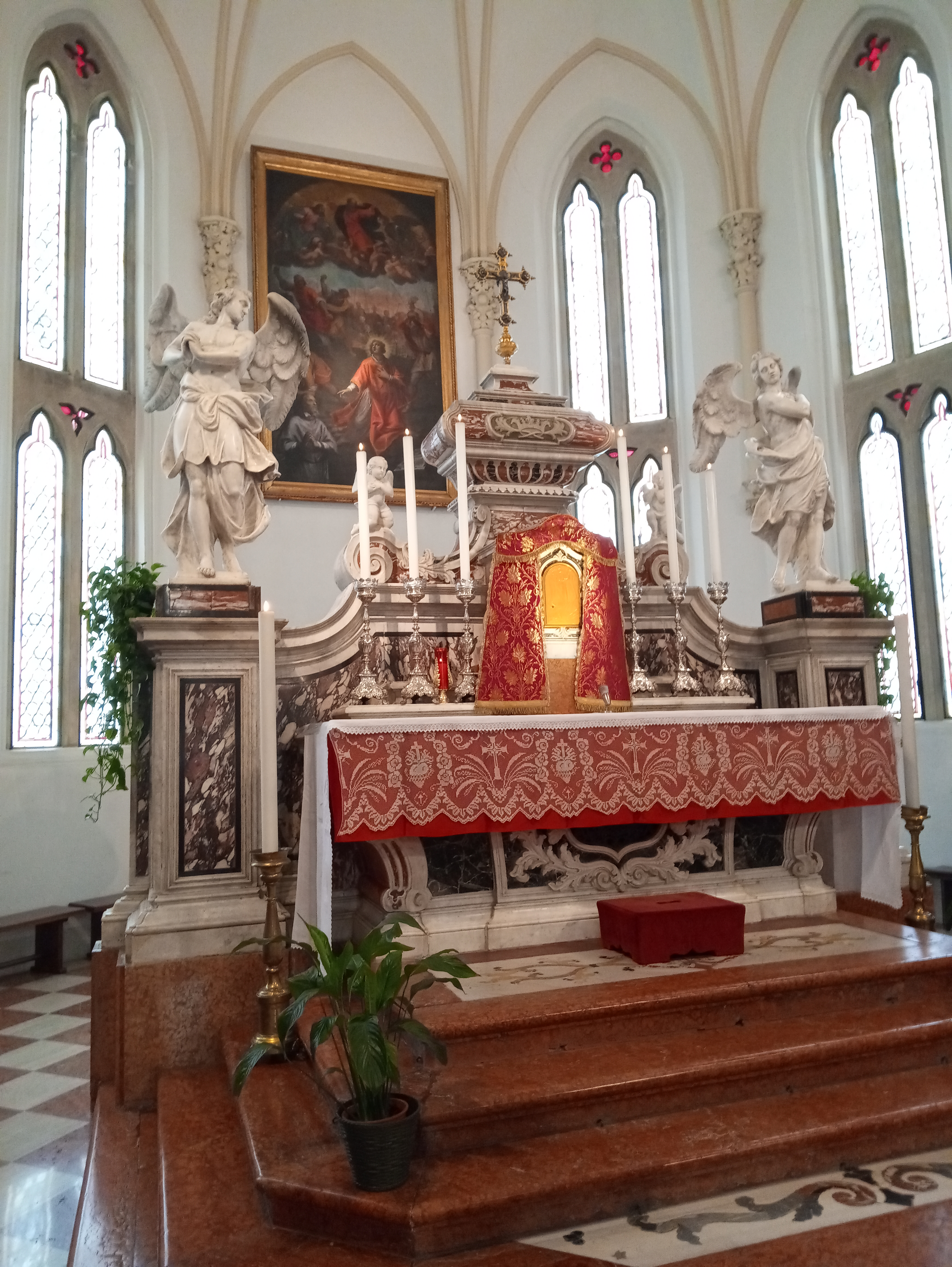
L'altare maggiore

L'altare maggiore, in stile barocco, è stato realizzato tra il 1734 e il 1737, sullo sfondo un dipinto raffigurante la lapidazione di Santo Stefano ad opera di Sante Peranda. Sulla parete destra un monumento funebre del 1534 dei fratelli Francesco e Giovanni Argentino, entrambi vescovi di Concordia.

#### Santuario diocesano della testimonianza

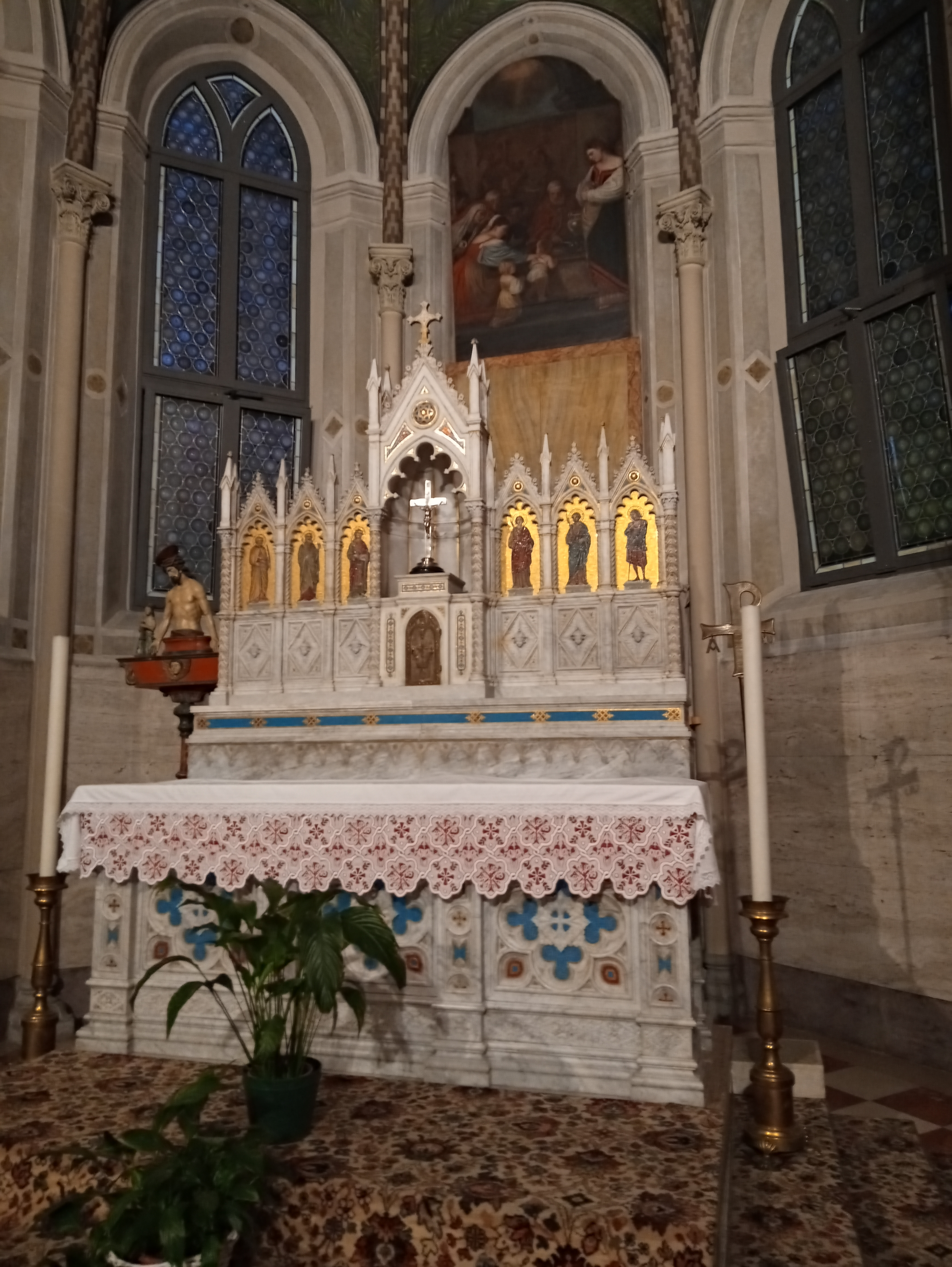
L'altare dei Santi martiri concordiesi. Sullo sfondo la tela del Padovanino

La cappella dei santi martiri concordiesi venne ampliata nel 1903 dal vescovo Francesco Isola e da Celso Costantini, allora vicario della cattedrale. Il 25 aprile dello stesso anno venne consacrato l'altare marmoreo in stile gotico-italiano con sei piccole edicole raffiguranti in mosaico i martiri Donato, Romolo, Secondiano, Giusto, Solone e Lucilla. Dietro l'altare c'è una tela del Padovanino. Le ossa dei martiri sono custodite all'interno di una preziosa urna a sua volta conservata in un sarcofago romano di età flavia. Le ossa dei martiri nel corso dei secoli trasudarono acqua la quale venne collezionata in piccole ampolle; una di esse, sigillata nel 1870 è ancora custodita all'interno della cattedrale. 
Il complesso decorativo della cappella è stato affidato a Guido Prayer che nel 1924 realizzò le decorazioni murali della volta e due dipinti su tela: "Il martirio di San Donato e compagni" e "Concordia romana-cristiana" 
Il 17 febbraio 2018 la cappella dei martiri è stata dichiarata santuario diocesano dal vescovo di Concordia-Pordenone, Giuseppe Pellegrini.

#### Organo a canne
L'organo è stato costruito nel 2008 dalla ditta Zanin di Codroipo (su progetto di Daniele Toffolo e Francesco Zanin), riutilizzando le canne dello strumento costruito dalla medesima ditta nel 1940, ma ampliandone la disposizione fonica originaria e portandolo a trasmissione meccanica diretta (per tastiere e pedaliera); i registri, invece, sono a trasmissione elettrica. L'organo possiede 34 registri per 1778 canne.